# John Montagu (5e comte de Sandwich)
John Montagu, 5e comte de Sandwich, (26 janvier 1744 – 6 juin 1814), titré vicomte Hinchingbrooke jusqu'en 1792, est un pair britannique et un homme politique conservateur.

## Biographie
Il est le fils aîné de John Montagu (4e comte de Sandwich) et de Dorothy Fane, troisième fille de Charles Fane (1er vicomte Fane). Il fait ses études au Collège d'Eton. En 1761, à l'âge de 17 ans, il rejoint le Scots Guards comme capitaine.
En 1765, il entre au Parlement en tant que député conservateur (bien qu'il soutienne la coalition Fox-North en 1783) pour Brackley, siège qu'il occupe jusqu'en 1768, puis représente Huntingdonshire de 1768 à 1792, date à laquelle il succède à son père dans le comté. Il est vice-chambellan de la maison de 1771 à 1782, maître des Buckhounds de 1783 à 1806 et ministre des Postes de 1807 à 1814. Il est admis au Conseil privé en 1771.

## Famille
Lord Sandwich épouse d'abord sa cousine éloignée, Elizabeth Montagu-Dunk, fille unique de George Montagu-Dunk, le 8 mars 1766. Elle meurt en 1768 et Sandwich épouse Mary Powlett, fille et cohéritière d'Harry Powlett. Lord Sandwich est un propriétaire rural à Hinchingbrooke House, aujourd'hui dans le nord du Cambridgeshire et détenait d'autres intérêts agricoles. Son fils aîné, John George Montagu, décédé en 1790 est issu sa première femme. Lord Sandwich meurt en juin 1814, à l'âge de 70 ans. Son fils aîné George Montagu, issu de sa deuxième épouse, lui succède. Le fils illégitime de Lord Sandwich, William Augustus Montagu (en), accède au rang de vice-amiral de la Royal Navy. On pense que William porte le nom de son oncle, William Augustus, décédé à Lisbonne en 1776.